# CT Pernambuco (D-30)
O CT Pernambuco (D-30) foi um navio de guerra do tipo contratorpedeiro da Classe Pará (1963) que serviu a Marinha do Brasil de 1989 a 2004. O navio anteriormente havia prestado serviços a Marinha dos Estados Unidos com o nome de USS Bradley (FF-1041).

## História

### Estados Unidos

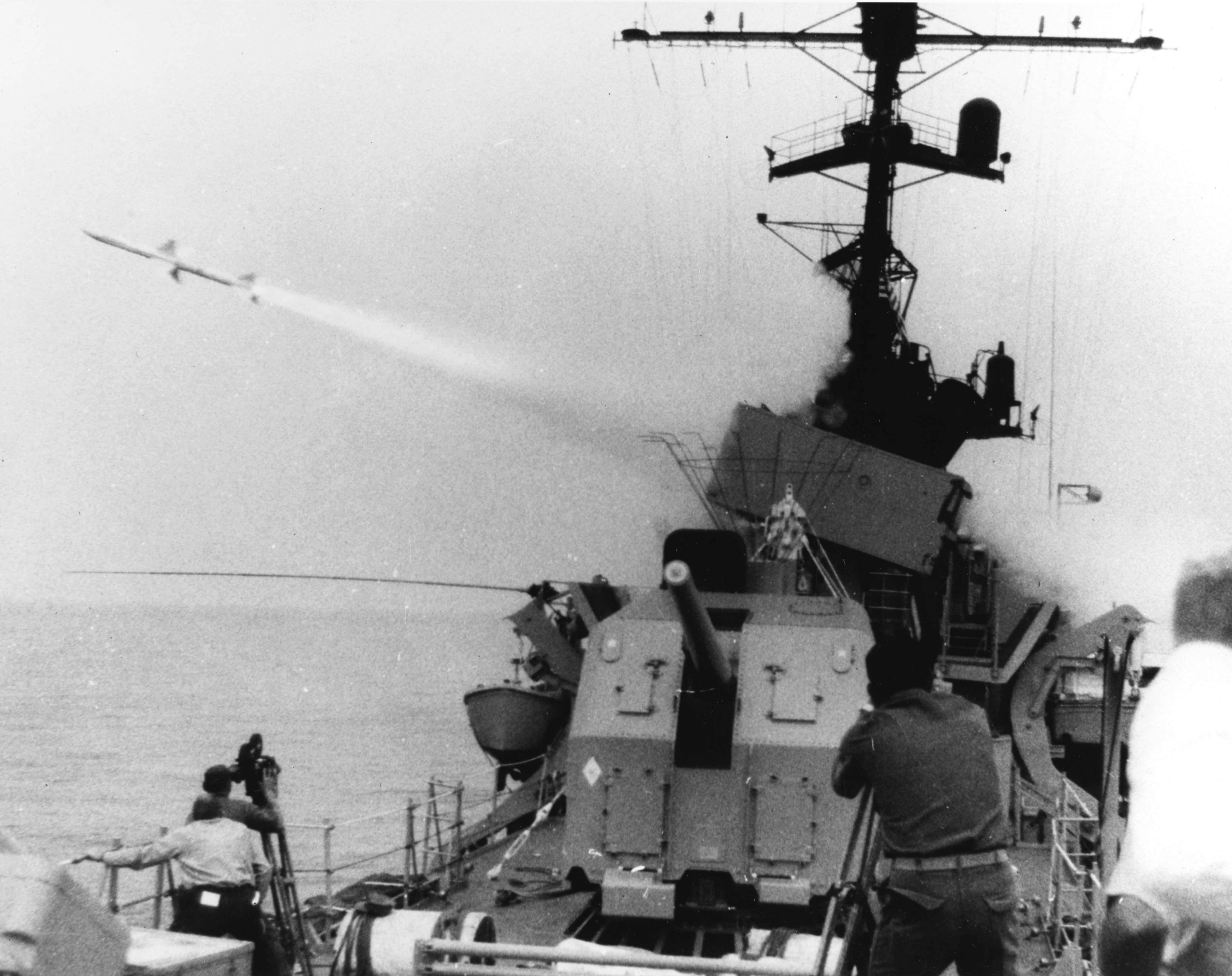
USS Bradley (FF-1041), lançando mísseis Sea Sparrow durante teste de recebimento do navio (1967).

Lançado ao mar em março de 1964, foi comissionado em maio de 1965. Atuou na Guerra do Vietnam. Esteve presente no Mar do Japão, em resposta a captura do USS Pueblo (AGER-2) capturado pela Coreia do Norte.

### Brasil

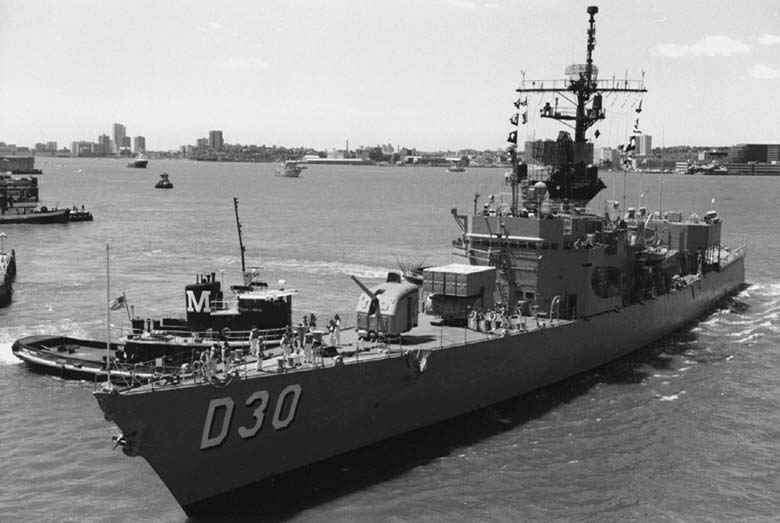
CT Pernambuco em sua partida dos Estados Unidos.

Chegou a cidade do Rio de Janeiro, em 13 de dezembro de 1989, acompanhado dos também contratorpedeiros CT Pará (D-27), CT Paraná (D-29) e CT Paraiba (D-28), quando foram incorporados a Força de Contratorpedeiros.
Em 1982, após 21 anos de serviço alcançou as marcas de 1.111,5 dias no mar e 319.891,94 milhas navegadas. Navegou sob o lema "Leão do Norte".